# Un homme, un vrai
Un homme, un vrai è un film del 2003 diretto da Arnaud e Jean-Marie Larrieu.